# Diporiphora bilineata
Diporiphora bilineata — вид ігуаноподібних ящірок родини агамових (Agamidae). Мешкає в Австралії та на Новій Гвінеї.

## Поширення q екологія
Diporiphora bilineata широко поширені на півночі Австралії, від північного сходу Західної Австралії до півострова Кейп-Йорк у Квінсленді, а також на сусідніх островах, зокрема на островах Торресової протоки, та на півдні Папуа Нової Гвінеї, в регіоні Транс-Флай. Вони живуть у вологих і сухих склерофітних лісах, у саванах, евкаліптових і мелалеукових лісах та на прибережних дюнах. Ведуть денний, переважно наземний спосіб життя, однак часто зустрічаються на висоті до 2 м над землею, де шукають дрібних комах.